# Brescia Calcio 2005-2006
Questa pagina raccoglie le informazioni riguardanti il Brescia Calcio nelle competizioni ufficiali della stagione 2005-2006.

## Stagione
La stagione 2005-06 termina con un decimo posto in Serie B. Il torneo ha promosso l'Atalanta, il Catania ed il Torino dopo lo spareggio con il Mantova.
La squadra ha iniziato il campionato col tecnico Rolando Maran; pur non ottenendo risultati eclatanti la squadra ha mantenuto una distanza non proibitiva dalla zona Play-off, riuscendo sempre a gravitare intorno ad essa. A dieci giornate dal termine con le rondinelle quinte in classifica con 51 punti, il presidente Luigi Corioni esonera a sorpresa Rolando Maran e ingaggia il tecnico boemo Zdeněk Zeman. La flessione della squadra è stata notevole e il sogno play-off è svanito nel nulla.
Lo stesso Gino Corioni ha ammesso di avere sbagliato a cambiare le cose in maniera così repentina nel corso del campionato.
Nella Coppa Italia, le rondinelle sono uscite negli ottavi di finale, eliminate dal Milan, dopo avere eliminato la Pro Sesto, l'Arezzo e il Chievo nei turni precedenti.
Il miglior marcatore stagionale è stato Salvatore Bruno, autore di 13 reti, segnate tutte in campionato.

## Rosa
Rosa tratta dal sito ufficiale.
| N. |                       | Ruolo | Calciatore          |
| -- | --------------------- | ----- | ------------------- |
| 1  | Italia (bandiera)     | P     | Nicola Santoni      |
| 1  | Italia (bandiera)     | P     | Federico Agliardi   |
| 2  | Costa Rica (bandiera) | D     | Gilberto Martínez   |
| 3  | Lituania (bandiera)   | D     | Marius Stankevičius |
| 4  | Italia (bandiera)     | C     | Luigi Piangerelli   |
| 5  | Marocco (bandiera)    | C     | Abderrazzak Jadid   |
| 6  | Italia (bandiera)     | D     | Roberto Cortellini  |
| 7  | Italia (bandiera)     | C     | Omar Milanetto      |
| 8  | Italia (bandiera)     | C     | Pietro Strada       |
| 9  | Italia (bandiera)     | A     | Salvatore Bruno     |
| 11 | Italia (bandiera)     | C     | Simone Del Nero     |
| 12 | Italia (bandiera)     | P     | Roberto Zaina       |
| 14 | Italia (bandiera)     | D     | Andrea Turato       |
| 15 | Italia (bandiera)     | D     | Marco Zambelli      |
| 16 | Paraguay (bandiera)   | D     | Víctor Mareco       |
| 17 | Slovacchia (bandiera) | C     | Marek Hamšík        |
| 18 | Italia (bandiera)     | A     | Davide Possanzini   |
| 19 | Italia (bandiera)     | D     | Raffaele Schiavi    |
| 20 | Italia (bandiera)     | A     | Andrea Alberti      |

| N. |                     | Ruolo | Calciatore                    |
| -- | ------------------- | ----- | ----------------------------- |
| 21 | Svezia (bandiera)   | A     | George Mourad                 |
| 21 | Cile (bandiera)     | A     | Mario Antonio Salgado Jiménez |
| 22 | Italia (bandiera)   | C     | Ernesto Fiumicelli            |
| 22 | Italia (bandiera)   | D     | Andrea Milani                 |
| 23 | Italia (bandiera)   | D     | Simone Dallamano              |
| 24 | Svizzera (bandiera) | C     | Fabrizio Zambrella            |
| 27 | Italia (bandiera)   | P     | Michele Arcari                |
| 29 | Italia (bandiera)   | D     | Davide Zoboli                 |
| 30 | Nigeria (bandiera)  | C     | Cyril Gona                    |
| 30 | Slovenia (bandiera) | C     | Rok Štraus                    |
| 31 | Brasile (bandiera)  | C     | Luiz Schveitzer Anderson      |
| 31 | Italia (bandiera)   | D     | Fabiano Santacroce            |
| 32 | Italia (bandiera)   | D     | Luigi Di Biagio               |
| 33 | Italia (bandiera)   | P     | Emiliano Viviano              |
| 34 | Italia (bandiera)   | A     | Alessio Fiori                 |
| 35 | Germania (bandiera) | A     | Savio Nsereko                 |
| 99 | Italia (bandiera)   | C     | Vincenzo de Rosa              |
| 40 | Italia (bandiera)   | C     | Daniele Mannini               |

## Calciomercato

### Sessione estiva
| Acquisti | Acquisti | Acquisti | Acquisti |
| R.       | Nome     | da       | Modalità |
| -------- | -------- | -------- | -------- |

| Cessioni | Cessioni          | Cessioni | Cessioni |
| R.       | Nome              | a        | Modalità |
| -------- | ----------------- | -------- | -------- |
| C        | Abderrazzak Jadid | Pescara  | prestito |

### Sessione invernale
| Acquisti | Acquisti         | Acquisti      | Acquisti   |
| R.       | Nome             | da            | Modalità   |
| -------- | ---------------- | ------------- | ---------- |
| P        | Michele Arcari   | Pizzighettone | definitivo |
| P        | Nicola Santoni   | Palermo       | definitivo |
| D        | Andrea Milani    | Cittadella    | definitivo |
| D        | Raffaele Schiavi | Lecce         | prestito   |
| C        | Rok Štraus       | Messina       | prestito   |
| A        | George Mourad    | IFK Göteborg  | prestito   |

| Cessioni | Cessioni                 | Cessioni      | Cessioni   |
| R.       | Nome                     | a             | Modalità   |
| -------- | ------------------------ | ------------- | ---------- |
| P        | Federico Agliardi        | Palermo       | definitivo |
| C        | Luiz Schveitzer Anderson | Padova        | definitivo |
| C        | Ernesto Fiumicelli       | Sangiovannese | definitivo |
| C        | Cyril Gona               | Potenza       | definitivo |
| A        | Mario Salgado            | AlbinoLeffe   | definitivo |

## Campionato

### Girone di andata
| Arbitro: | Giannoccaro (Lecce) |

|              |           |  |
| Del Nero 63’ | Marcatori |  |

| Arbitro: | Racalbuto (Gallarate) |

|                           |           |           |
| De Zerbi 43’ Del Core 56’ | Marcatori | 64’ Bruno |

| Arbitro: | Romeo (Verona) |

|  |           |                          |
|  | Marcatori | 18’ Caracciolo 88’ Motta |

| Arbitro: | Morganti (Ascoli Piceno) |

|                                              |           |                                                                |
| Julio César de León 17’ (rig.) Panarelli 90’ | Marcatori | 1’ Possanzini 32’ Mareco 45’ Zoboli 49’ Bruno 57’ Stankevicius |

| Arbitro: | Rosetti (Torino) |

|                  |           |              |
| Stankevicius 55’ | Marcatori | 53’ Bellucci |

| Brescia 20 settembre 2005 6ª giornata | Brescia             | 0 – 0 | Arezzo | Stadio Mario Rigamonti\| Arbitro: \| Mazzoleni (Bergamo) \| |
| Arbitro:                              | Mazzoleni (Bergamo) |       |        |                                                             |

| Verona 24 settembre 2005 7ª giornata | Verona                    | 0 – 0 | Brescia | Stadio Marcantonio Bentegodi\| Arbitro: \| Dondarini (Finale Emilia) \| |
| Arbitro:                             | Dondarini (Finale Emilia) |       |         |                                                                         |

| Arbitro: | Palanca (Roma) |

|                                |           |                            |
| Bonazzi 44’ (rig.) Joelson 63’ | Marcatori | 75’ Possanzini 81’ Mannini |

| Arbitro: | Tagliavento (Terni) |

|                |           |  |
| Possanzini 27’ | Marcatori |  |

| Arbitro: | Dattilo (Locri) |

|  |           |                                              |
|  | Marcatori | 35’ (rig.) Milanetto 61’ Bruno 80’ Milanetto |

| Arbitro: | Ciampi (Roma) |

|                         |           |                     |
| Bruno 44’ Milanetto 89’ | Marcatori | 41’ 49’ Vantaggiato |

| Arbitro: | Pieri (Lucca) |

|            |           |                                      |
| Corona 17’ | Marcatori | 8’ Stankevicius 52’ (rig.) Milanetto |

| Arbitro: | Marelli (Como) |

|                          |           |                           |
| Bucchi 74’ Giampaolo 78’ | Marcatori | 6’ Bruno 68’ Stankevicius |

| Arbitro: | Rosetti (Torino) |

|              |           |  |
| Graziani 52’ | Marcatori |  |

| Arbitro: | Saccani (Mantova) |

|               |           |            |
| Milanetto 89’ | Marcatori | 20’ Degano |

| Arbitro: | Morganti (Ascoli Piceno) |

|  |           |                |
|  | Marcatori | 75’ Possanzini |

| Arbitro: | Dattilo (Locri) |

|                |           |  |
| Possanzini 30’ | Marcatori |  |

| Vicenza 3 dicembre 2005 18ª giornata | Vicenza         | 0 – 0 | Brescia | Stadio Romeo Menti\| Arbitro: \| Brighi (Cesena) \| |
| Arbitro:                             | Brighi (Cesena) |       |         |                                                     |

| Brescia 10 dicembre 2005 19ª giornata | Brescia                     | 0 – 0 | Ternana | Stadio Mario Rigamonti\| Arbitro: \| Girardi (San Donà di Piave) \| |
| Arbitro:                              | Girardi (San Donà di Piave) |       |         |                                                                     |

| Arbitro: | Farina (Novi Ligure) |

|              |           |            |
| De Sousa 87’ | Marcatori | 45’ Strada |

| Arbitro: | Pantana (Macerata) |

|                      |           |  |
| Bruno 21’ Mareco 64’ | Marcatori |  |

### Girone di ritorno
| Arbitro: | Rodomonti (Teramo) |

|            |           |                |
| Garzon 30’ | Marcatori | 62’ Possanzini |

| Arbitro: | Banti (Livorno) |

|                              |           |  |
| Milanetto 24’ Possanzini 49’ | Marcatori |  |

| Rimini 18 gennaio 2006 24ª giornata | Rimini         | 0 – 0 | Brescia | Stadio Romeo Neri\| Arbitro: \| Marelli (Como) \| |
| Arbitro:                            | Marelli (Como) |       |         |                                                   |

| Arbitro: | Brighi (Cesena) |

|                                                 |           |  |
| Milanetto 15’ (rig.) Bruno 27’ 59’ Del Nero 83’ | Marcatori |  |

| Arbitro: | Bergonzi (Genova) |

|                                               |           |           |
| Marazzina 73’ Bellucci 80’ (rig.) Pecchia 92’ | Marcatori | 67’ Bruno |

| Arezzo 3 febbraio 2006 27ª giornata | Arezzo             | 0 – 0 | Brescia | Stadio Comunale\| Arbitro: \| Pantana (Macerata) \| |
| Arbitro:                            | Pantana (Macerata) |       |         |                                                     |

| Arbitro: | Tombolini (Ancona) |

|                                               |           |                                  |
| Possanzini 42’ Piangerelli 75’ Possanzini 86’ | Marcatori | 35’ (rig.) Adaílton 92’ Italiano |

| Arbitro: | Squillace (Catanzaro) |

|                                        |           |  |
| Possanzini 30’ Bruno 49’ Milanetto 62’ | Marcatori |  |

| Arbitro: | Gabriele (Frosinone) |

|                |           |  |
| Mammarella 71’ | Marcatori |  |

| Arbitro: | Gava (Conegliano) |

|                                        |           |  |
| Del Nero 25’ Piangerelli 72’ Bruno 82’ | Marcatori |  |

| Arbitro: | Brighi (Cesena) |

|           |           |  |
| Ganci 80’ | Marcatori |  |

| Arbitro: | Girardi (San Donà di Piave) |

|                      |           |  |
| Bruno 55’ Mourad 91’ | Marcatori |  |

| Arbitro: | Rocchi (Firenze) |

|                 |           |           |
| Asamoah 47’ 83’ | Marcatori | 45’ Bruno |

| Brescia 1º aprile 2006 35ª giornata | Brescia       | 0 – 0 | Mantova | Stadio Mario Rigamonti\| Arbitro: \| Pieri (Lucca) \| |
| Arbitro:                            | Pieri (Lucca) |       |         |                                                       |

| Arbitro: | Tombolini (Ancona) |

|                             |           |                  |
| Degano 11’ Stamilla 26’ 41’ | Marcatori | 81’ Stankevicius |

| Arbitro: | Giannoccaro (Lecce) |

|                                       |           |                                 |
| Mareco 51’ Piangerelli 65’ Mourad 85’ | Marcatori | 77’ Ferreira Pinto 89’ Salvetti |

| Arbitro: | Farina (Novi Ligure) |

|                        |           |  |
| Loria 10’ Zampagna 42’ | Marcatori |  |

| Arbitro: | Girardi (San Donà di Piave) |

|  |           |                                     |
|  | Marcatori | 35’ Schwoch 48’ Cavalli 73’ Sgrigna |

| Arbitro: | Rizzoli (Bologna) |

|                      |           |                                    |
| Frick 24’ Corvia 74’ | Marcatori | 37’ (aut.) Ferrario 93’ Possanzini |

| Arbitro: | Ayroldi (Molfetta) |

|  |           |                |
|  | Marcatori | 45’ Abbruscato |

| Arbitro: | Morganti (Ascoli Piceno) |

|                                  |           |                           |
| Rossi 14’ Konko 36’ Jeda 53’ 56’ | Marcatori | 19’ Del Nero 70’ Depetris |

### Coppa Italia

#### Primo turno eliminatorio
| Arbitro: | Gava (Conegliano) |

|  |           |                |
|  | Marcatori | 59’ Possanzini |

#### Secondo turno eliminatorio
| Arbitro: | De Marco (Chiavari) |

|                                     |                      |                                            |
| Zoboli 22’ (aut.) Cutolo 104’       | Marcatori            | 52’ Possanzini 111’ Zambrella              |
| Cutolo Raimondi Vigna Ogliari Conte | Tiri di rigore 4 – 5 | Strada Zambrella Mareco Martinez Milanetto |

#### Terzo turno eliminatorio
| Arbitro: | Rocchi (Firenze) |

|            |           |  |
| Mareco 83’ | Marcatori |  |

#### Ottavi di finale
| Arbitro: | Rizzoli (Bologna) |

|                                       |           |             |
| Rui Costa 26’ Gilardino 40’ Vieri 69’ | Marcatori | 48’ Alberti |

| Arbitro: | De Marco (Chiavari) |

|                                              |           |                                                   |
| Del Nero 38’ Di Biagio 61’ (rig.) Hamšík 71’ | Marcatori | 15’ Seedorf 31’ Inzaghi 49’, 88’ (rig.) Rui Costa |

## Statistiche

### Statistiche di squadra
| Competizione | Punti | In casa | In casa | In casa | In casa | In casa | In casa | In trasferta | In trasferta | In trasferta | In trasferta | In trasferta | In trasferta | Totale | Totale | Totale | Totale | Totale | Totale | DR  |
| Competizione | Punti | G       | V       | N       | P       | Gf      | Gs      | G            | V            | N            | P            | Gf           | Gs           | G      | V      | N      | P      | Gf     | Gs     | DR  |
| ------------ | ----- | ------- | ------- | ------- | ------- | ------- | ------- | ------------ | ------------ | ------------ | ------------ | ------------ | ------------ | ------ | ------ | ------ | ------ | ------ | ------ | --- |
| Serie B      | 60    | 21      | 11      | 7       | 3       | 31      | 16      | 21           | 4            | 8            | 9            | 23           | 28           | 42     | 15     | 15     | 12     | 54     | 44     | +10 |
| Coppa Italia |       | 2       | 1       | 0       | 1       | 4       | 4       | 3            | 1            | 1            | 1            | 4            | 5            | 5      | 2      | 1      | 2      | 8      | 9      | -1  |
| Totale       |       | 23      | 12      | 7       | 4       | 35      | 20      | 24           | 5            | 9            | 10           | 27           | 33           | 47     | 17     | 16     | 14     | 62     | 53     | +9  |